# Young Harris (Géorgie)
Pour les articles homonymes, voir Young Harris.
Young Harris est une ville du comté de Towns, en Géorgie (États-Unis). D'après le recensement des États-Unis de 2000, elle compte 604 habitants. D'après le Bureau du recensement des États-Unis, elle couvre une superficie de 2,6 km2.

## Démographie
| 1900 | 1910 | 1920 | 1930 | 1940 | 1950 |
| ---- | ---- | ---- | ---- | ---- | ---- |
| 342  | 283  | 281  | 316  | 258  | 450  |

| 1960 | 1970 | 1980 | 1990 | 2000 | 2010 |
| ---- | ---- | ---- | ---- | ---- | ---- |
| 743  | 544  | 687  | 604  | 604  | 899  |

## Histoire
Young Harris a d'abord été nommé McTyeire, d'après Holland Nimmons McTyeire (en).